# محمد هاردي جعفر
محمد هاردي جعفر (بالملايوية: Mohammad Hardi Jaafar)، من مواليد 30 مايو 1979 في ماليزيا، لاعب كرة قدم ماليزي.
بدأ مسيرته الكروية مع نادي ميلاكا تليكوم في عام 2001، وهو يلعب معهم حتى الآن، وفي عام 2004 أعير إلى نادي سلاغور.
و هو يلعب مع منتخب ماليزيا لكرة القدم.

## روابط خارجية
- محمد هاردي جعفر على موقع قاعدة بيانات كرة القدم.إي يو (الإنجليزية)
- محمد هاردي جعفر على موقع ناشيونال فوتبول تيمز (الإنجليزية)
- محمد هاردي جعفر على موقع Soccerway.com (الإنجليزية)
- محمد هاردي جعفر على موقع كووورة